# Nicole Ari Parker
Nicole Ari Parker, nota anche come Nikki Kodjoe (Baltimora, 7 ottobre 1970), è un'attrice statunitense.

## Biografia
Nata a Baltimora, nel Maryland, è figlia unica di Susan Parker e Donald Parker. Dopo aver brevemente frequentato la Montessori School, si iscrisse alla Roland Park Country School dove rimase fino al liceo. All'età di 17 anni vinse il premio come miglior attrice nella competizione dei licei del Maryland e si trasferì alla The Washington Ballet Company, prima di iscriversi alla New York University Tisch School of the Arts. Nel 1993 ottenne una laurea in recitazione.
All'inizio della sua carriera, Parker è apparsa in diversi film indipendenti, tra cui 2 ragazze innamorate, Boogie Nights, 200 Cigarettes e The Adventures of Sebastian Cole, vincitore del Sundance Film Festival nel 1999. Dopo una serie di lavori saltuari (compreso venditrice di gelato), piccoli ruoli e lavoretti nel mondo del teatro, a Parker fu offerto un ruolo in Soul Food, dove mostrò le sue doti canore in diversi episodi.
In seguito ha recitato con suo marito, l'attore e modello Boris Kodjoe nella serie Second Time Around, trasmessa dal network televisivo statunitense UPN. Ha avuto anche una comparsa in CSI - Scena del crimine, nel ruolo di una cantante, ed è stata protagonista nel film Omicidio a Manhattan. Ha lavorato al fianco di Martin Lawrence nei film Da ladro a poliziotto e A casa con i miei. Inoltre ha debuttato a Broadway nella commedia Un tram che si chiama Desiderio, nel ruolo di Blanche DuBois.
Parker è stata attrice protagonista della serie televisiva Le vite segrete di mariti e mogli ed ha avuto un ruolo ricorrente nella serie Revolution. Nel 2014 ha recitato anche in Murder in the First, al fianco di Taye Diggs e Kathleen Robertson.
Nel 2021 recita in alcuni episodi della serie Chicago P.D. nel ruolo della Vice Sovrintendente Samantha Miller. Dal 2021 al 2025 è nel cast della commedia drammatica di HBO Max And Just Like That..., dove ha interpretato Lisa Todd Wexley. Nel 2022, è apparsa anche nella miniserie Peacock The Best Man: The Final Chapters.

## Vita privata
Parker fuggì con l'attore Joseph Falasca nel marzo del 2001, ma il loro matrimonio durò solo otto mesi e i due divorziarono nello stesso anno. Ha sposato Boris Kodjoe, co-protagonista di Soul Food, il 21 maggio 2005 a Gundelfingen, in Germania. Il 5 marzo 2005 hanno dato alla luce la loro prima figlia, Sophie Tei-Naaki Lee Kodje. La bambina ha la spina bifida diagnosticata dalla nascita. Il 31 ottobre 2006 ad Atlanta, in Georgia, nasce il loro secondo figlio, Nicolas Neruda Kodjoe. Parker è un membro attivo del Partito Democratico.

## Filmografia

### Cinema
- Stonewall, regia di Nigel Finch (1995)
- 2 ragazze innamorate (The Incredibly True Adventure of Two Girls in Love), regia di Maria Maggenti (1995)
- Crimini invisibili (The End of Violence), regia di Wim Wenders (1997)
- Boogie Nights - L'altra Hollywood (Boogie Nights), regia di Paul Thomas Anderson (1997)
- Spark, regia di Garret Williams (1998)
- The Adventures of Sebastian Cole, regia di Tod Williams (1998)
- 200 Cigarettes, regia di Risa Bramon Garcia (1999)
- Mute Love, regia di Patrice Mallard (1999)
- Mirar Mirror, regia di Stacey Holman - cortometraggio (1999)
- Loving Jezebel, regia di Kwyn Bader (1999)
- Harlem Aria, regia di William Jennings (1999)
- La mappa del mondo (A Map of the World), regia di Scott Eliott (1999)
- Da ladro a poliziotto (Blue Streak), regia di Les Mayfield (1999)
- Dancing in September, regia di Reggie Rock Bythewood (2000)
- Il sapore della vittoria - Uniti si vince (Remember the Titans), regia di Boaz Yakin (2000)
- Brown Sugar, regia di Rick Famuyiwa (2002)
- King's Ransom, regia di Jeffrey W. Byrd (2005)
- A casa con i miei (Welcome Home, Roscoe Jenkins), regia di Malcolm D. Lee (2008)
- Black Dynamite, regia di Scott Sanders (2009)
- Immagina che (Imagine That), regia di Karey Kirkpatrick (2009)
- Pastor Brown, regia di Rockmond Dunbar (2009)
- 35 and Ticking, regia di Russ Parr (2011)
- Repentance - Troppo tardi (Repentance), regia di Philippe Caland (2013)
- Almost Christmas, regia di David E. Albert (2016)
- La fine (How It Ends), regia di David M. Rosenthal (2018)

### Televisione
- Other Women's Children, regia di Anne Wheeler - film TV (1993)
- Divas, regia di Thomas Carter - film TV (1995)
- Più in alto di tutti (Rebound: The Legend of Earl 'The Goat' Manigault), regia di Eriq La Salle - film TV (1996)
- Subway Stories - Cronache metropolitane (SUBWAYStories: Tales from the Underground), registi vari - film TV (1997)
- Omicidio a Manhattan (Exiled), regia di Jean de Segonzac - film TV (1998)
- Mind Prey, regia di D. J. Caruso - film TV (1999)
- Cosby - serie TV, 3 episodi (1999-2000)
- The Loretta Claiborne Story, regia di Lee Grant - film TV (2000)
- CSI - Scena del crimine (CSI: Crime Scene Investigation) - serie TV, episodio 2x16 (2002)
- The System - serie TV, 9 episodi (2003)
- All of Us - serie TV, episodio 1x21 (2004)
- Soul Food - serie TV, 74 episodi (2000-2004)
- Second Time Around - serie TV, 13 episodi (2004-2005)
- Never Better, regia di Marc Buckland - film TV (2008)
- The Deep End - serie TV, 6 episodi (2010)
- Big Mike, regia di Paris Barclay - film TV (2011)
- Le vite segrete di mariti e mogli (Secret Lives of Husbands and Wives), regia di Mark Pellington (2013)
- Revolution - serie TV, 8 episodi (2013)
- Murder in the First - serie TV, 9 episodi (2014)
- Rosewood - serie TV, 22 episodi (2015-2016)
- Time After Time – serie TV, 12 episodi (2017)
- Empire - serie TV, 35 episodi (2017-2020)
- Chicago P.D. - serie TV, 8 episodi (2020-2021)
- And Just Like That... – serie TV, 30 episodi (2021-2025)
- The Best Man: The Final Chapters – miniserie TV, puntate 1-2 (2022)

## Doppiatrici italiane
Nelle versioni in italiano delle opere in cui ha recitato, Nicole Ari Parker è stata doppiata da:
- Francesca Fiorentini in Immagina che, Rosewood
- Claudia Razzi in Brown Sugar
- Emanuela Rossi in A cena con i miei
- Laura Romano in Chicago P.D.
- Paola Majano in 200 Cigarettes
- Pinella Dragani ne Il sapore della vittoria
- Silvia Tognoloni in Boogie Nights - L'altra Hollywood
- Selvaggia Quattrini in And Just Like That...
- Tiziana Avarista in Da ladro a poliziotto